# Coltrane for Lovers
Coltrane for Lovers è un album compilation contenente una selezione dei brani maggiormente "romantici" del sassofonista statunitense John Coltrane, pubblicato postumo dalla Impulse! Records il 23 gennaio 2001.

## Il disco
Le tracce presenti nel disco furono registrate dal dicembre 1961 all'aprile 1963 dall'ingegnere del suono Rudy Van Gelder. Prima uscita della serie Verve for Lovers prodotta dalla Verve Records, l'album contiene undici ballate incise da Coltrane durante i suoi primi anni alla Impulse! I brani vedono la partecipazione del quartetto classico di Coltrane e la collaborazione speciale del cantante Johnny Hartman e del pianista Duke Ellington.

## Tracce
1. My One and Only Love (Guy Wood, Robert Mellin) - 4:57
2. Too Young to Go Steady (Harold Adamson, Jimmy McHugh) - 4:24
3. In a Sentimental Mood (Duke Ellington) - 4:18
4. It's Easy to Remember (Richard Rogers, Lorenz Hart) - 2:50
5. Dedicated to You (Sammy Cahn, Saul Chaplin, Hy Zaret) - 5:32
6. You Don't Know What Love Is (Gene DePaul, Don Raye) - 5:16
7. After the Rain (John Coltrane) - 4:13
8. My Little Brown Book (Billy Strayhorn) - 5:26
9. Soul Eyes (Mal Waldron) - 5:26
10. They Say It's Wonderful (Irving Berlin) - 5:22
11. Nancy (With the Laughing Face) (Jimmy Van Heusen, Phil Silvers) - 3:17

## Formazione
- John Coltrane - sax tenore
- Aaron Bell - contrabbasso (tracce: 3, 8)
- Duke Ellington - pianoforte (tracce: 3, 8)
- Jimmy Garrison - contrabbasso (tracce: 1, 2, 5–7, 9–11)
- Johnny Hartman - voce (tracce: 1, 5, 10)
- Roy Haynes - batteria (traccia: 7)
- Elvin Jones - batteria (tracce: 1–6, 9–11)
- McCoy Tyner – piano (tracce: 1, 2, 4–7, 9–11)
- Reggie Workman – contrabbasso (tracce: 4)
- Sam Woodyard – batteria (traccia: 7)